# Júlio Emílio Braz
Júlio Emílio Braz (Manhumirim, 16 de abril de 1959) é um  escritor e roteirista de histórias em quadrinhos brasileiro.

## Início de vida, educação e carreira
Nascido em 1959, no município de Manhumirim, no estado brasileiro de Minas Gerais, começou a escrever pequenas histórias aos 7 anos. Com 21 anos, passou a escrever profissionalmente. Segundo Júlio, sua paixão sempre foi história, não podendo concluir o curso, acabou se formando em contabilidade.
Ele escreveu desde roteiros paara histórias em quadrinhos, publicadas em diversos países, como Brasil, Portugal, Bélgica, França, Cuba e Estados Unidos. Até livros de bolso de faroeste, com diversos pseudônimos.
Após receber elogios, começou a se destacar, tendo novas oportunidades para publicar seus contos em algumas editoras. Escreveu romances de faroeste com 39 pseudônimos diferentes. Depois de começar a escrever livros ficou conhecido mundialmente e ganhou prêmios como o Australian Children Book's Awards e o Blue Cobra Awards do Swiss Institute for Children's Books. Desde então, Júlio passou a escrever comédias, suspense e ação. Um de seus livros de mais sucesso é Esperando os Cabeça Amarela.
Na televisão, escreveu quadros para o programa Os Trapalhões, da TV Globo, e uma telenovela em dez capítulos para uma emissora do Paraguai. É autor de livros infantojuvenis, entre eles Saguairu, pelo qual obteve o Prêmio Jabuti, em 1989. Entre suas outras obras, destacam-se os livros Uma Pequena História de Natal, Anjos no aquário, Crianças na escuridão, Felicidade não tem cor e Corrupto. Escreveu em parceria com a escritora Léia Cassol a obra Uma História Apaixonada & A Gota: Uma biografia bem apressada.
Hoje, tem por volta de 169 livros publicados, todos destinados a crianças e adolescentes. A obra Crianças na Escuridão já foi traduzida para o alemão e para o espanhol.